# 大稜象牙貝
大稜象牙貝（学名：Dentalium javanicum）为象牙貝科象牙貝屬下的一个种。